# Natálie Kubištová
Natálie Šimánková (rozená Kubištová * 15. července 1993 Netolice) je česká amatérská zpěvačka. Pozornost na sebe upoutala především účastí v televizní pěvecké soutěži Česko Slovenská SuperStar, kde se probojovala až do prvního finálového večera.

## Životopis

### SuperStar
Po vystudování Střední pedagogické školy v Prachaticích se zúčastnila pražského castingu Nové éry Česko Slovenské Superstar, kde na porotu zapůsobila písní Ironic od kanadské zpěvačky Alanis Morissette. Mezi stovkou postupujících do divadelního kola byla zařazena do týmu Pala Habery, kde dostala za úkol nacvičit píseň Voda živá od Anety Langerové a předvést ji s piánem, čímž si vysloužila postup do dalšího kola. V tom se utkala v pěveckém duelu/duetu s Dominikou Mackovou s písní Price tag od britské zpěvačky Jessie J, ze kterého sice vyšly vítězně obě, avšak pouze Kubištová se dostala přes tzv. Dlouhou cestu, kde porota na základě vlastního uvážení vybere obsazení semifinále soutěže. Tím se dostala mezi 14 semifinalistů, kteří jako první společnou akci podnikli cestu do Egypta sponzorovanou TV Nova a jejími generálními partnery, kde se spekulovalo o jejím vztahu s jiným finalistou, Karlem Komendou, což oba několikrát popřeli. V samotném semifinálovém večeru se představila s největším hitem amerického soulového dua Gnarls Barkley, Crazy a postoupila jako jedna ze soutěžících s nejvíce poslanými hlasy z diváckých SMS. Do prvního finálového večera nastupovala s písní od zpěvačky Pink – kterou několikrát uvedla jako svůj pěvecký idol – Raise your glass. I přes úspěch v semifinále nedokázala získat dostatečný počet diváckých SMS a musela soutěž opustit. U dalších přenosů soutěže byla přítomna pouze pro účast na společné písni finalistů Při tobě stát.

### Mimo SuperStar
Kromě zpěvu, který dle vlastních slov praktikuje od 6 let, umí také hrát na klavír. Již během studia se stala sólistkou v netolickém ROCK BANDu a později v prachatickém Top bandu. Svůj talent prezentovala na několika regionálních talentových soutěžích na Prachaticku.